# Newport (Nuovo Galles del Sud)

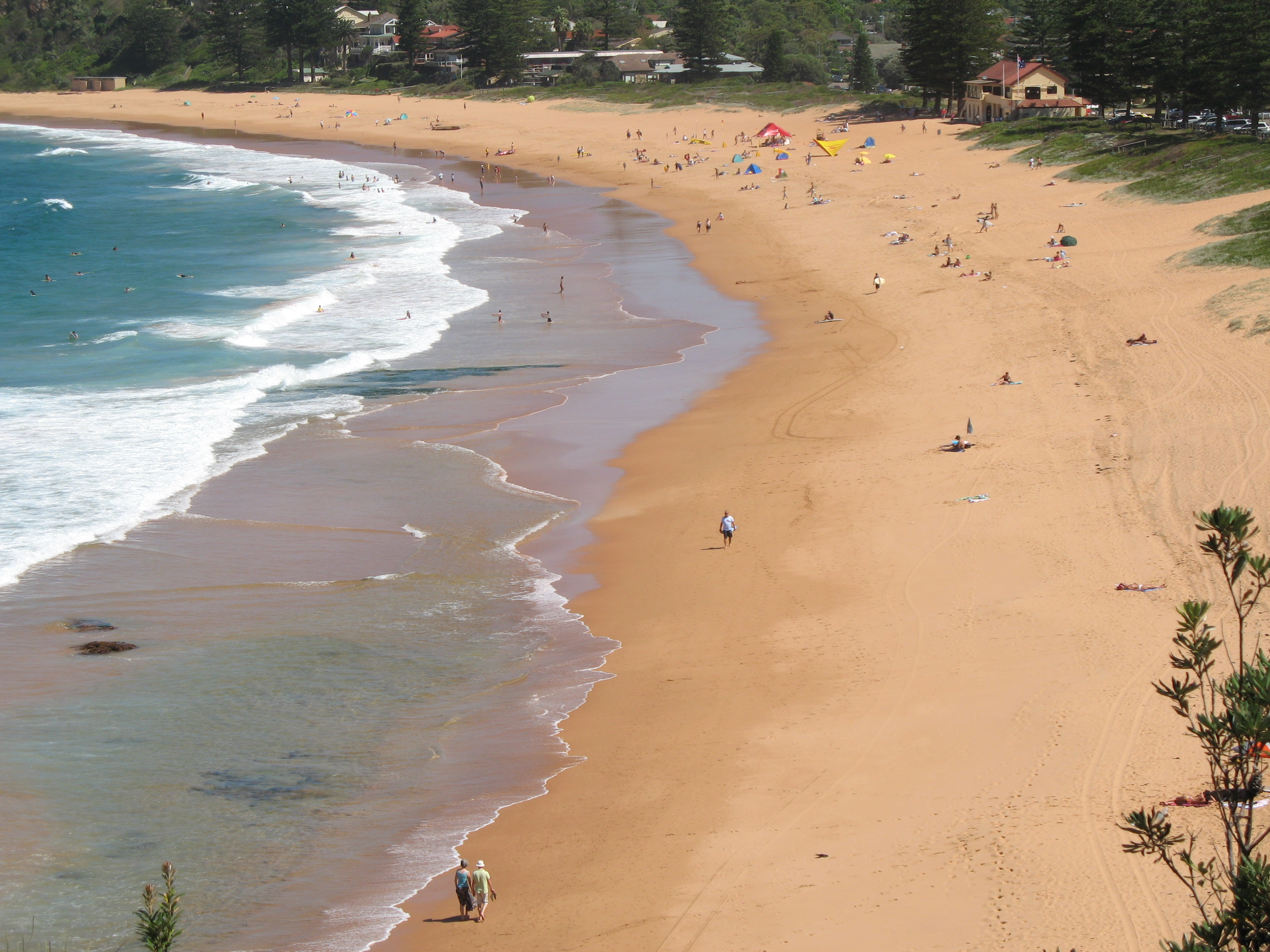
La spiaggia di Newport.

Newport è un sobborgo della costa a nord di Sydney, a nord di Mona Vale, a sud di Avalon e a est di Bilgola Plateau, nello Stato del Nuovo Galles del Sud, in Australia. Vi si trovano una scuola elementare, numerosi caffè e ristoranti e lo storico Newport Arms Hotel, che si trova sulla rive del Pittwater. È una località balneare abbastanza rinomata in Australia.